# Ethel och Julius Rosenberg

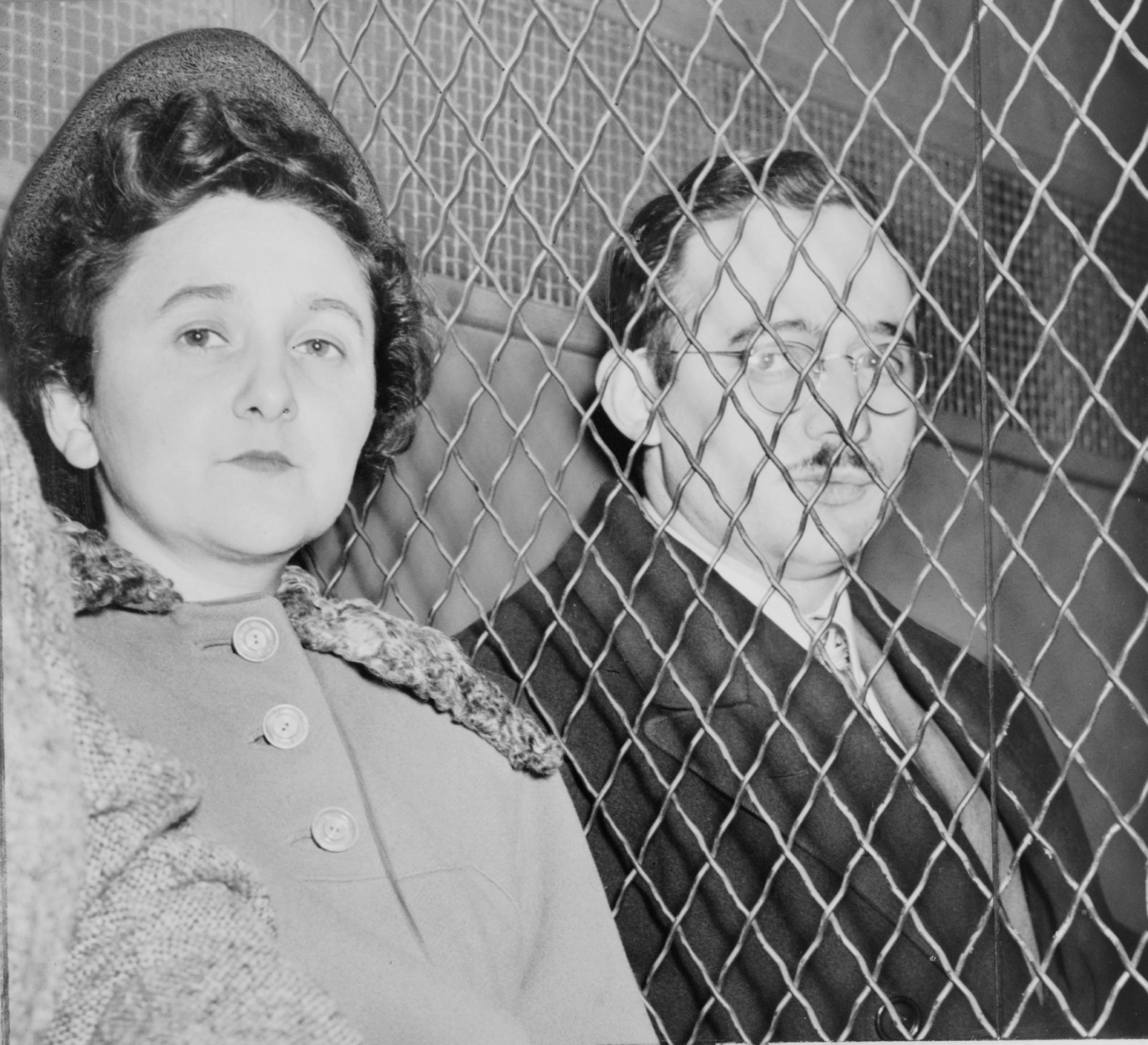
Julius och Ethel Rosenberg

Ethel Greenglass Rosenberg (född Greenglass den 28 september 1915 i New York, död 19 juni 1953 i fängelset Sing Sing i Ossining, New York) och Julius Rosenberg (född 12 maj 1918 i New York, död 19 juni 1953 i fängelset Sing Sing), var två amerikanska kommunister som dömdes och avrättades den 19 juni 1953 för spionage i krigstid. Åtalet rörde överförande av information om atombomber till Sovjetunionen. Det är den enda avrättningen av civila, dömda för spionage i USA:s historia.
Makarna hade under andra världskriget kontakt med anställda vid kärnvapenlaboratoriet i Los Alamos, framförallt Ethels bror David Greenglass. Deras avrättning framkallade en våg av protester och sågs av många som ett utslag av den fanatiska antikommunistiska stämning som vid den tidpunkten rådde i vissa kretsar i USA. Deras barn har senare försökt få upprättelse för dem.